# Piggy D.
Piggy D. de son vrai nom Matt Montgomery, né le 16 novembre 1975 au Texas, est le bassiste de Rob Zombie. Il fut aussi le guitariste du groupe de punk Amen et de Wednesday 13. Il vit actuellement à La Nouvelle-Orléans.
Montgomery a publié en 2007 son premier album solo, The Evacuation Plan. Il possède également sa propre marque de vêtements, appelée Black Victory.
En 2012, il publie en édition limitée Repeat Offender, CD constitué de singles et de remixes.